# Jeddah Economic City

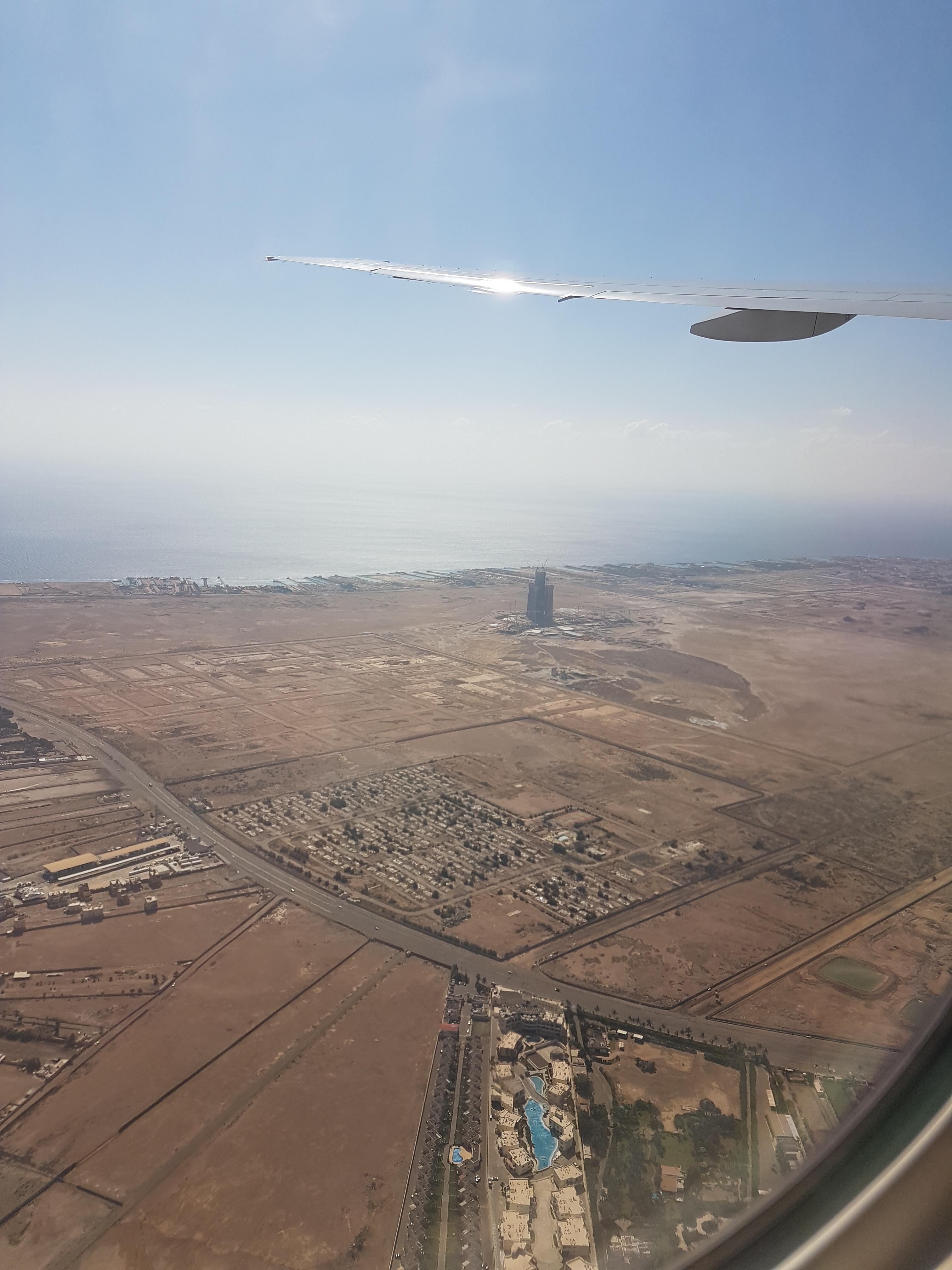

Jeddah Economic City (JEC), ehemals Kingdom City genannt, ist ein im Bau befindlicher Stadtteil von Dschidda in Saudi-Arabien. Sie entsteht 32 Kilometer von Dschidda entfernt am Roten Meer und soll auf einer Fläche von 5.202.570 m² Hotels, Büros, Banken, Gewerbe-, Handel-, Wohnhäuser und Gastronomie beinhalten. Mittelpunkt wird der seit 2013 im Bau befindliche Wolkenkratzer Jeddah Tower (ehemals Kingdom Tower) sein, der bei Fertigstellung mit voraussichtlich 1007 Metern das höchste Bauwerk der Welt sein wird. Ein 90.000-m²-See soll als Naherholungsgebiet dienen.
Das Projekt hat ein veranschlagtes Volumen von 75 Milliarden Saudi-Riyal, umgerechnet 18,315  Milliarden Euro. Es wird von der Kingdom Holding Company betreut, einer Firma des saudi-arabischen Scheichs und Investors Al-Walid ibn Talal.
Die Jeddah Economic City wird von einem neuen Joint Venture namens Jeddah Economic Company finanziert, an dem Kingdom Holding und Abrar International Holding Company jeweils 33,35 % halten. Die Saudi Binladin Group, die vor zwei Wochen den Hauptbauvertrag erhielt, wird 16,67 % halten, ebenso wie der saudische Geschäftsmann Abdulrahman Hassan Sharbatly.
Der im Januar 2018 erfolgte Baustopp am Wolkenkratzer Jeddah Tower, der Kern und Anziehungspunkt für die JEC sein sollte, hatte einen großen negativen Einfluss auf die Weiterentwicklung und den Aufbau der JEC; die geplante Wiederaufnahme der Bauarbeiten am Jeddah Tower im Jahr 2020 fand nicht statt. Im September 2023 berichtete MEED, ehemals Middle East Economic Digest, dass die Jeddah Economic City die Bautätigkeit am Jeddah Tower aufnehmen werde und eine Ausschreibung für einen Bauvertrag zur Fertigstellung des Turmbaus herausgegeben worden sei; vierzehn Bauunternehmer aus der Region, aus Europa und China gaben Interesse an und hatten drei Monate Zeit, Angebote zu machen.